# Aspilota propeminimam
Aspilota propeminimam is een insect dat behoort tot de orde vliesvleugeligen (Hymenoptera) en de familie van de schildwespen (Braconidae). De wetenschappelijke naam van de soort werd voor het eerst geldig gepubliceerd door Fischer, Tormos, Pardo & Asis in 2008.